# كلاوديو رودريغيز
كلاوديو رودريغيز (بالإسبانية: Claudio Rodríguez Fer) (و. 1956  م) هو شاعر، وكاتب مسرحي، وكاتب مقالات، وأستاذ جامعي، وكاتب، وناقد أدبي، وراوي ‏ إسباني، ولد في لوغو.

## جوائز
حصل على جوائز منها:
- الدكتوراه الفخرية من جامعة رين 2 ‏
- جائزة النقاد الأسبان [الإنجليزية]‏.